# Ферантини (Мачерата)
Ферантини (итал. Ferrantini) насеље је у Италији у округу Мачерата, региону Марке.
Према процени из 2011. у насељу је живело 13 становника. Насеље се налази на надморској висини од 551 м.